# Bořeň
Bořeň är ett berg i Tjeckien. Det ligger i den nordvästra delen av landet, 70 km nordväst om huvudstaden Prag. Toppen på Bořeň är 539 meter över havet, eller 216 meter över den omgivande terrängen. Bredden vid basen är 2,0 km.
Terrängen runt Bořeň är kuperad österut, men västerut är den platt.Runt Bořeň är det ganska glesbefolkat, med 25 invånare per kvadratkilometer. Närmaste större samhälle är Most, 9,4 km väster om Bořeň. Trakten runt Bořeň består till största delen av jordbruksmark.